# Depsipeptide
Depsipeptide sind Peptide, die neben Peptidbindungen (Amidbindungen) auch Esterbindungen enthalten.

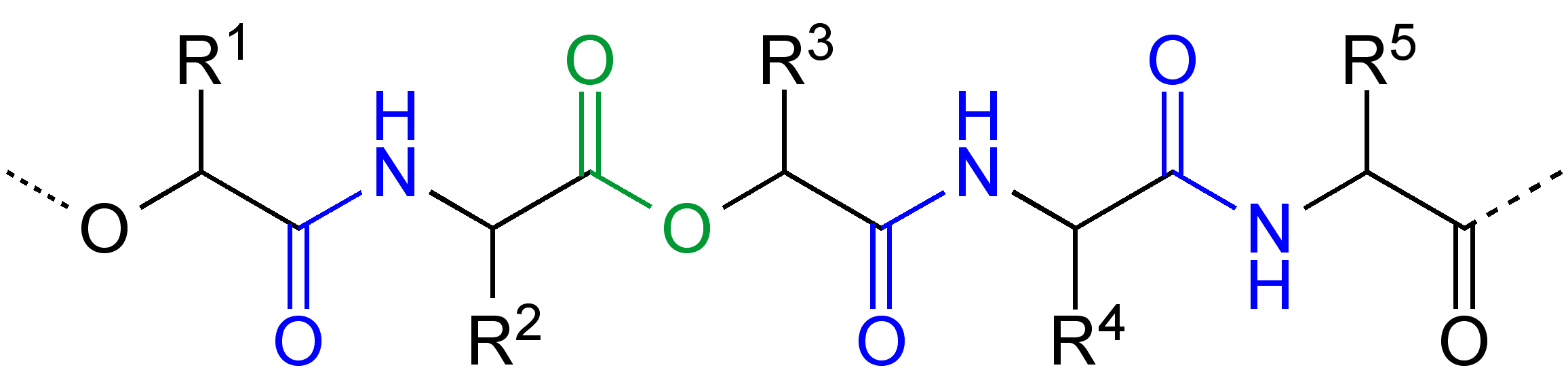
Prinzipieller Aufbau eines Depsipeptides mit drei Amidgruppen (blau markiert) und einer Estergruppe (grün markiert). R^{1} und R^{3} sind die von α-Hydroxycarbonsäuren her üblichen organischen Reste oder ein Wasserstoffatom. R^{2}, R^{4} und R^{5} sind die aus den Seitenketten von Aminosäuren her üblichen organischen Reste oder ein Wasserstoffatom.

Depsipeptide fanden häufig Verwendung bei der Untersuchung des Einflusses von Wasserstoffbrückenbindungen auf die Kinetik und Thermodynamik der Proteinfaltung. In diesem Zusammenhang wurden künstliche Peptidanaloga erzeugt.
Depsipeptide finden sich jedoch auch in der Natur: Ein Beispiel dafür ist das L-Lys-D-Ala-D-Lac-Motiv, das sich bei Vancomycin-resistenten Bakterien in den Pentapeptid-Zellwandbauteilen findet. Der Austausch der Amidgruppe durch eine Estergruppe verhindert die Bindung von Vancomycin, wodurch dieses unwirksam wird. Weitere Beispiele für natürliche Depsipeptide sind die Antibiotika aus der Gruppe der Katanosine, die Cryptophycine, die Enniatine (siehe Fusafungin), Arenastatin A, Valinomycin, Teixobactin, Cereulid oder die Didemnine. Die meisten Depsipeptide haben eine cyclische Struktur und sind optisch aktive, neutrale, stabile, kristalline Stoffe. Die Aminosäure-Bausteine der Depsipeptide sind breit variiert, als Hydroxysäure ist oft D-α-Hydroxyisovaleriansäure enthalten.